# TV찬스토이
《C툰》은 유튜브 채널이다.
예전에는 내맘대로 요괴메카드 대결을 올렸는데 
요즘은 내맘대로 요괴메카드 대결을 지금까지도 안올리고 있다. 그리고 지금은 레인보우 프렌즈, 반반유치원 한글더빙버전을 올리고 있다.
영상은 매일 오후 5시 쇼츠는 매일 오후 6시에 업로드한다.
찬스토이 이름을 바꿨다. C툰이라는 이름이다.
알파벳 로어 영상도 가끔 올린다.현재 스키비디 토일렛 애니메이션 영상들이 대부분 회원가입 전용이 됐다

## 주요 콘텐츠
요괴메카드 등(2019~2020)
브레드이발소(2021)
레인보우프렌즈(2022~ )
반반유치원(2023년~ ) 
스키비디 토일렛(2023~)